# Coelichneumon strombus
Coelichneumon strombus är en stekelart som först beskrevs av Dalla Torre 1897.  Coelichneumon strombus ingår i släktet Coelichneumon och familjen brokparasitsteklar. Inga underarter finns listade i Catalogue of Life.